# Oemopteryx loewii
Oemopteryx loewii is een steenvlieg uit de familie vroege steenvliegen (Taeniopterygidae). De wetenschappelijke naam van de soort is voor het eerst geldig gepubliceerd in 1889 door Albarda.